# ریک اسنایدر
ریچارد دال "ریک" اسنایدر (به انگلیسی: Richard Dale "Rick" Snyder) یک سیاستمدار اهل ایالات متحده امریکا است که فرماندار ایالت میشیگان از حزب جمهوری‌خواه ایالات متحده آمریکا بود که در تاریخ ۱ ژانویه ۲۰۱۱ میلادی به عنوان فرماندار انتخاب شد و تا ۱ ژانویه ۲۰۱۹ در این سمت باقی ماند.